# Evelyn D'Alroy
Evelyn D'Alroy (Londres, 1881 – 1915) foi uma atriz de teatro inglesa da era eduardiana de considerável renome em sua época. 

## Biografia
Nascida Evelyn Tegg, em 1881, em Londres, era filha de um cirurgião veterinário, o que provavelmente era a razão por seu amor por cães. A família morava em Hackney quando Evelyn nasceu e era a segunda criança entre os três, uma irmã mais velha e um irmão mais novo. Sua mãe era de classe média trabalhadora, filha de um guarda prisional, e a família vivia bem o suficiente para manter cavalos próprios. Devido ao trabalho do pai, a família morou em Tottenham e Stamford Hill.
Seu pai morreu quando Evelyn tinha 12 anos, deixando a família em más condições financeiras. Sua mãe acolheu pensionistas para sobreviver e também deu aulas de canto, ganhando o suficiente para manter uma empregada doméstica, e influenciou provavelmente a carreira musical e de atriz de Evelyn. Evelyn tocava violino e tocou em vários concertos ao lado de outros músicos nos últimos dois anos do século XIX.
Seu nome artístico, Evelyn D'Alroy parece ter surgido no verão de 1899, quando participou de uma produção itinerante de The Streets of London, uma versão anglicizada de The Poor of New York, de Dion Boucicault, explorando as fortunas de uma família que enfrentava a crise financeira de 1857. Sua estreia oficial como atriz não foi em Londres. Era uma peça de comédia Why Smith Left Home em 1902, por volta dos 20 anos. Esta peça, de George Broadhurst, apresentava aventuras cômicas de um homem e sua nova noiva, presumivelmente o papel de Evelyn.
Depois desta apresentação, ela foi contratada pelo agente de teatro William Greet e viajou pelo país em várias produções sob sua gestão. No plano familiar, sua irmã mais velha se casou com um peixeiro e seu irmão mais novo começou a trabalhar. Sua mãe se casou novamente, como o dono de uma empresa de rodas e máquinas e se estabeleceu com seu novo marido em Twickenham, para onde Evelyn retornava quando não estava em turnê.
Sua estreia em Londres foi como a Duquesa de Longueville em uma peça de época, The Bond of Ninon, no Savoy Theatre em abril de 1906. Esta peça, escrita pela dramaturga irlandesa Clotilda Graves, explorava a história de Ninon (Anne) de l'Enclos (1620-1705), que intrigou muitos homens franceses ilustres no século XVII. Como uma produção, não foi bem recebida por todos, mas Evelyn se apresentou ao lado de atores célebres da época, Henry Ainsley e Lena Ashwell e a lançou em ma carreira de destaque. Seu primeiro papel de protagonista foi em The Builders, de Norah Keith, no Criterion Theatre em 1908.
Aproveitando as aulas de canto de sua mãe, Evelyn era soprano e atuou na opereta de Oscar Straus, The Chocolate Soldier, interpretando Nadina Popoff, um papel que exigia muito canto, no Lyric Theatre em 1910-11. O original era em alemão e uma reformulação da peça de George Bernard Shaw de 1894, Arms and The Man, mas foi traduzido para o inglês para uma produção da Broadway em 1909. Evelyn também cantou o papel principal da Princesa Yolande em Love and Laughter, outra opereta de Strauss, no Lyric Theatre em 1913.

## Morte
Em abril de 1915, sua produção itinerante com os Lewis Waller Players chegou a Sheffield, mas ela adoeceu repentinamente com apendicite. Evelyn passou por cirurgia, teve o apêndice retirado e levada para uma casa de repouso para se recuperar. Seu marido foi para Sheffield para ficar com ela, mas ela desenvolveu pleurisia e pneumonia e morreu três dias depois, em 1915, aos 33 anos.